# Чъла-Пукто
Чъла-Пукто (на корейски: 전라 북도) е провинция в западната част на Южна Корея. Чъла-Пукто е с население от 1 890 669 жители (2000 г.) и обща площ от 8043 км². Град Чънджу е административен център на провинцията. Чъла-Пукто е основана през 1896 г. и в нея са разположени 6 града.